# August Bromeis
August Bromeis (1813 - 1881) est un peintre prussien de paysages faisant partie de l'École de peinture de Düsseldorf.

## Biographie
August Bromeis nait le 28 novembre 1813 à Wilhelmshöhe près de Cassel. Il étudie la peinture à l'académie de sa ville natale puis à Munich entre 1831 et 1833, année où il se rend à Rome, où il a été influencé par le style de Joseph Anton Koch. Il revient en Allemagne en 1848, à Cassel où il devient professeur en 1867.
Il meurt le 12 janvier 1881.

## Galerie

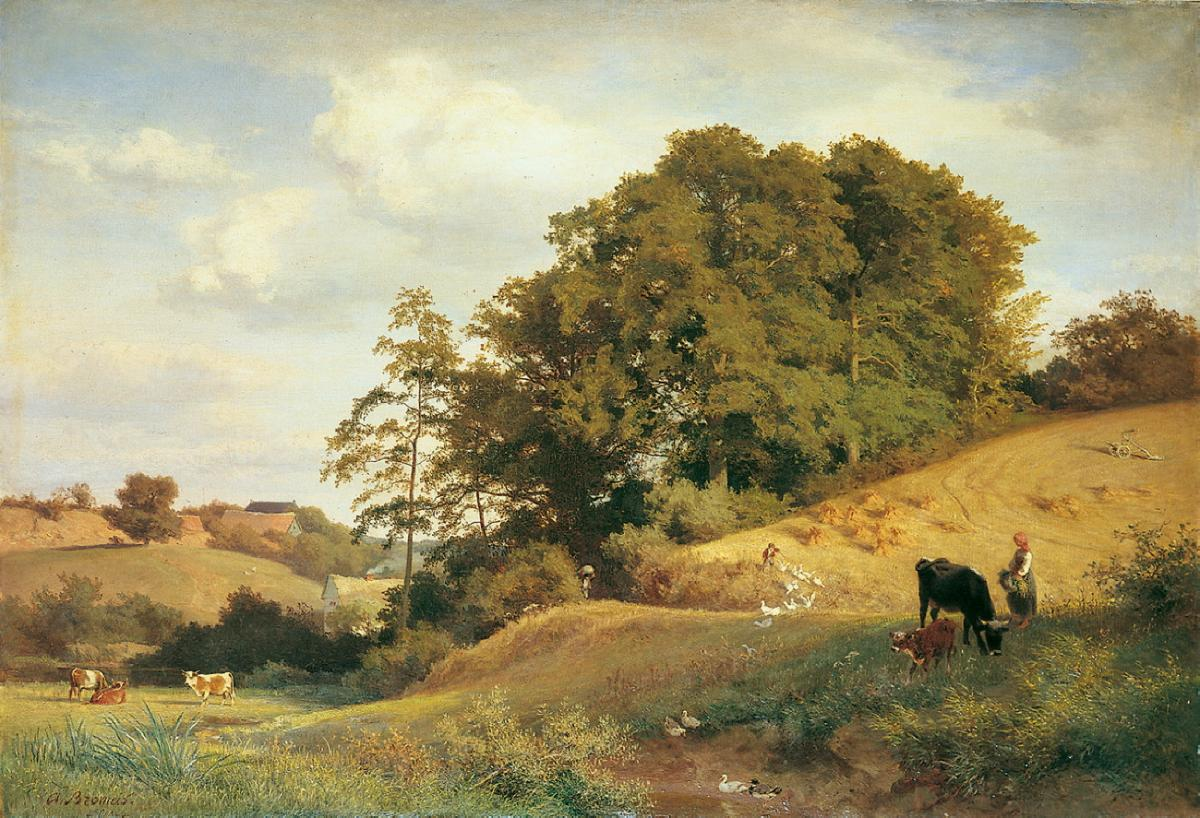
(1866)
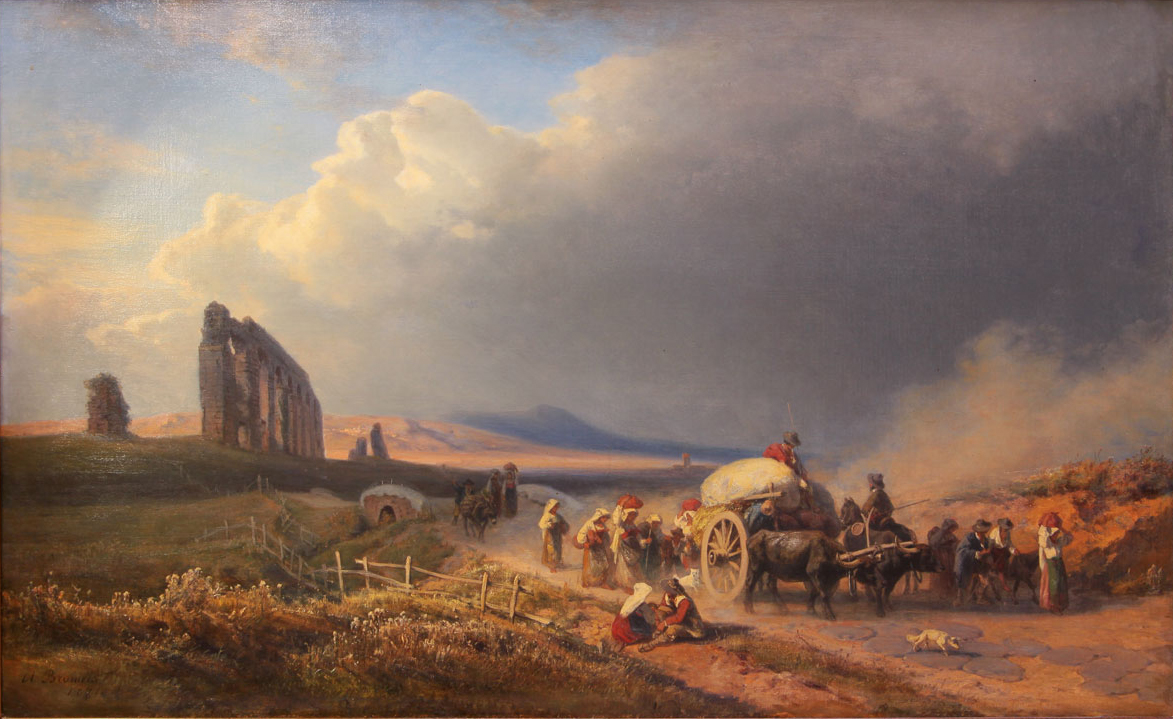
(1871)
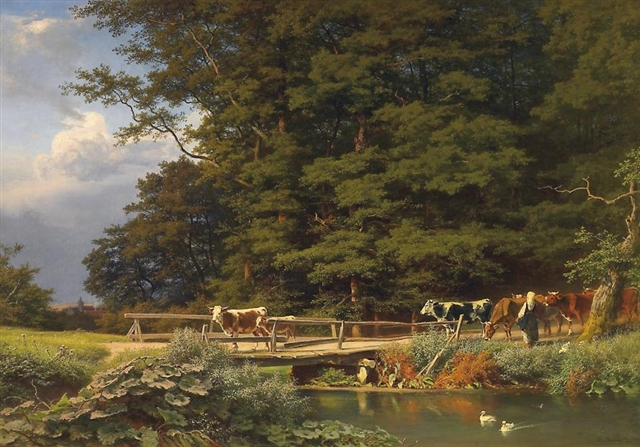